# Lípa u polesí u Mizerů
Lípa u polesí u Mizerů je památný strom ve vesnici Vojtíškově v okrese Šumperk. Mohutná lípa velkolistá (Tilia platyphyllos) roste na soukromém pozemku při někdejším polesí – domu čp. 46 ve výšce 595 m n. m. Ve stromě sídlí divoké včelstvo.[zdroj⁠?!] Strom je vysoký 25 m. Obvod kmene činí 445 cm. Strom je chráněn od roku 1982 z nařízení Severomoravského krajského národního výboru v Ostravě.